# Bloodborne
Bloodborne és un videojoc de rol d'acció desenvolupat per From Software i publicat per Sony Computer Entertainment per a PlayStation 4. Fou anunciat oficialment a la conferència de Sony de l'Electronic Entertainment Expo de 2014 i es va publicar el març de 2015. Bloodborne segueix la història del personatge del jugador, el caçador, arreu de la ciutat decrèpita de Yharnam, fortament inspirada en l'era victoriana. Aquesta ciutat fictícia està poblada per habitants infectats amb una estranya malaltia que es transmet per la sang (en anglès, blood-borne disease, contextualitzant el títol del videojoc). El caçador comença a desvelar els diversos misteris que comporta Yharnam mentre caça les diverses bèsties que l'habiten. L'objectiu del caçador és cercar i destruir la font de la plaga i escapar d'aquell malson.